# Štrmac
Štrmac je naselje u Republici Hrvatskoj, u sastavu Općine Sveta Nedelja, Istarska županija. 

## Stanovništvo
Prema popisu stanovništva iz 2001. godine, naselje je imalo 454 stanovnika te 145 obiteljskih kućanstava.
| broj stanovnika |       |       | 152   | 151   | 136   | 199   |       |       | 329   | 358   | 352   | 368   | 377   | 447   | 454   | 439   | 396   |
|                 | 1857. | 1869. | 1880. | 1890. | 1900. | 1910. | 1921. | 1931. | 1948. | 1953. | 1961. | 1971. | 1981. | 1991. | 2001. | 2011. | 2021. |

## Povijest
Na Štrmcu se 1880-tih godina otvara rudarsko okno. Za potrebe rudarstva grade se stambene zgrade, škola i kantina. Po svojoj strukturi je naselje bilo sličnije logoru nego stambenom naselju. Tri uska niza dugačkih stambenih prizemnica paralelno su nanizana u središtu današnjega Štrmca. Nekadašnja upravna zgrada nalazi se na rubu prvoga niza. To je velika jednokatnica s dekorativno obrađenim pročeljima od svjetlije i tamnije opeke. Nedaleko od nje bile su samostojeće izdužene prizemnice s naglašenim središnjim rizalitom, građene za činovnike u rudniku. Danas su većim dijelom pregrađene, a rudarske su nastambe očuvane, kao i upravna zgrada koja je u dobrom stanju. Rudarstvo se na Štrmcu odvijalo do 1955. godine, kada se okno zatvara, a na tom mjestu nastaje ljevaonica. Na Štrmcu je ukupno iskopano 131.202 tone ugljena.

## Šport
- Boćarski klub Štrmac